# Jackson Joanis
Jackson Joanis war ein Kommandeur einer militärischen Anti-Gang-Einheit während der haitianischen Militärregierung von 1991 bis 1994. Joanis wurde 1993 in Abwesenheit für die Ermordung des haitianischen Geschäftsmannes Antoine Izméry verurteilt.